# Lysurus
Lysurus es un género de hongos de Phallaceae, una familia conocida colectivamente como los hongos hediondos. Tiene una amplia distribución, pero es especialmente prevalente en áreas tropicales.

## Descripción
Los cuerpos fructíferos de los hongos Lysurus se caracterizan por tener brazos cortos y gruesos que están erguidos y pueden separarse ligeramente con la edad. Las superficies internas de los brazos están cubiertas con una masa viscosa de esporas llamada gleba, que normalmente tiene un olor fétido para atraer insectos y ayudar en la dispersión de las esporas. Vistas con un microscopio óptico, las esporas de Lysurus son de forma elipsoidal estrecha, de color marrón y tienen unas dimensiones de 4–5 por 1,5–2 µm.

## Especies
- L. arachnoideus  Lloyd 1912
- L. argentinus  Speg. 1887
- L. aseroëformis  Corda 1854
- L. beauvaisii Molliard 1899
- L. borealis (Burt) Henn. 1902
- L. brevipes  Lloyd 1909
- L. clarazianus  (Müll.Arg.) Henn. 1902
- L. congolensis  Beeli 1927
- L. corallocephalus Welw. & Curr. 1870
- L. cruciatus (Lepr. & Mont.) Henn. 1902
- L. fossatii Nouhra, Hern. Caff. & L.S. Domínguez 2022
- L. gardneri Berk. 1846
- L. kawamurensis  Liou & Y.C.Wang 1935
- L. mokusin (L.) Fr. 1823
- L. pakistanicus  S.H.Iqbal, Kasuya, Khalid & Niazi 2006[3]
- L. periphragmoides  (Klotzsch) Dring 1980
- L. pusillus Coker 1945
- L. sanctae-catharinae  (E.Fisch.) Henn. 1902
- L. tenuis  F.M.Bailey 1911
- L. texensis Ellis ex Sacc. 1888|colwidth=30em}}